# Altsaxofoon
Een altsaxofoon of altsax of alto is de meest voorkomende uitvoering van de saxofoon. Het instrument is uitgevonden door Adolphe Sax en staat gestemd in de toonsoort Es hoewel ook uitvoeringen in C voorkomen. De altsax is goed te herkennen aan de rechte hals (bovenste stuk waarop het mondstuk bevestigd wordt), die boven de body (de rest van het instrument tot aan de beker) abrupt naar beneden knikt. De hals van de eveneens veel gebruikte en grotere tenorsaxofoon is daarentegen welvend.

## Toepassing
De altsaxofoon wordt veel gebruikt bij jazz en funk. Vanwege de kleinere omvang in vergelijking met de tenor, klinkt de alt hoger en 'jubelender', wat de alt tot een soleerinstrument bij uitstek maakt - bijzonder geschikt voor het snelle werk (luister bijvoorbeeld naar Charlie Parker) en het maken van 'muzikale statements' (zie ook Maceo Parker, de meest gesamplede muzikant ter wereld, geen familie van Charlie Parker).
Een echte altsax-klassieker is Take Five met Paul Desmond op de alt in The Dave Brubeck Quartet, net als Bird of Paradise van Charlie Parker (ook gebruikt door de cabaretier Hans Teeuwen in zijn show Dat Dan Weer Wel).
Voor Nederlanders is Candy Dulfer ongetwijfeld de meest bekende altsaxsofonist(e).
In de klassieke muziek wordt de altsax maar een enkele keer gebruikt, zoals in 'Il vecchio castello' uit 'Schilderijen van een tentoonstelling' van Modest Moessorgski in de orkestversie van Maurice Ravel. In de klassieke muziek van de 20e eeuw, komt het instrument vaker voor, zie bv. Suite voor Altsaxofoon en Gitaar van Alan Hovhaness. De altsax wordt beduidend meer gebruikt in het fanfareorkest en het harmonieorkest, maar is vooral vast onderdeel van de bigband.

## Bekende altsaxofonisten
- Arno Bornkamp
- Ace Cannon
- Cannonball Adderley
- Clarence Clemons
- Ornette Coleman
- John Coltrane
- Paul Desmond
- Candy Dulfer
- Benjamin Herman
- Johnny Hodges
- Ties Mellema
- Piet Noordijk
- Charlie Parker
- Maceo Parker
- Tineke Postma
- Art Pepper
- David Sanborn
- Sonny Stitt
- Phil Woods
- Jimmy Dorsey